# 旋轉棋
旋轉棋，是流傳於閩南、閩東、閩西地區的兩人棋類，與苏腊卡尔塔棋類似，差別在棋盤、棋數與移動方向。

## 棋具
- 棋盤為八橫八豎或六橫六豎的橫縱線交叉，每方的次底橫線、第三橫線從左右兩側繞以兩百七十度圓弧延伸，從右邊分別連結至第二右縱線、第三右縱線；從左邊延伸則分別連結至第二左縱線、第三左縱線。因此正方形的直狀棋線為內棋線、圓弧狀線則為外棋線。

- 每方有十二或十枚棋子，以兩色區分敵我。

## 規則
- 棋子皆放在棋點，沿線移動。初始位置為每方棋子放在底橫線、左右兩側邊與第二、三橫線的交點。

- 玩家每回合能選擇以下兩種行動之一：
  - 臨移：移動一己子沿四方至空鄰點，但不得經過外棋線。
  - 旋移：沿內棋線作直線移動，必須經過外棋線轉彎，又移入沿內棋線作直線移動，不得轉折，至空位或敵棋處。若至敵棋處，則將後者移出遊戲。

- 消滅所有敵棋者獲勝[1]。

## 外部連結
- 棋盤圖